# Апология убийства
«Апология убийства» (англ. Apology for Murder) — фильм нуар режиссёра Сэма Ньюфилда, который вышел на экраны в 1945 году.
Фильм рассказывает о сладострастной жене богатого бизнесмена (Энн Сэвидж), которая соблазняет газетного репортёра (Хью Бомонт), подговаривая убить её мужа. Когда позднее репортёр понимает, что женщина его просто использовала, между парой возникает конфликт, в итоге приводящий к гибели обоих.
Как отмечали многие специалисты сразу после выхода картины на экраны, сюжет фильма является очевидным плагиатом фильма студии Paramount Pictures «Двойная страховка» (1944), который вышел годом ранее. Кинокомпания «бедного ряда» Producers Releasing Corporation (PRC) решила воспользоваться огромной популярностью того фильма, и первоначально даже планировала назвать свою картину «Одинарная страховка». Однако Paramount Pictures добилась запрета в судебном порядке на такое название, после чего PRC сменила название на «Апология убийства».

## Сюжет
Талантливый, напористый газетный репортёр Кенни Блейк (Хью Бомонт) из «Дейли Трибьюн» прорывается в кабинет богатого, солидного бизнесмена Харви Киркланда (Рассел Хикс), рассчитывая взять у него интервью относительно слияния его бизнеса с бизнесом его конкурента и старого друга Крейга Джордана (Пьер Уоткин). После категорического отказа Киркланда давать какие-либо комментарии по поводу предстоящего слияния, Кенни выходит в вестибюль. Там к нему обращается, намекая на возможную встречу, молодая привлекательная женщина по имени Тони (Энн Сэвидж), которую Кенни принимает за дочь Киркланда. По возвращении в газету Кенни встречается со своим боссом, редактором Уордом Макки (Чарльз Д. Браун), который хотя высоко ценит Кенни и симпатизирует ему, однако делает ему замечание за развязанное поведение при разговоре с Киркландом и чрезмерный интерес к Тони. Вскоре у Кенни и Тони начинается роман, а спустя некоторое время репортёр узнаёт, что Тони — не дочь, а жена Киркланда. Она рассказывает журналисту, что, несмотря на разницу в возрасте, сначала Киркланд был ей симпатичен своей заботой и вниманием. Однако после свадьбы она увидела, насколько это бездушный и чёрствый человек, которого интересует только работа. Тем не менее, Тони не хочет разводиться с Киркландом, так как тот пригрозил ей, что при разводе устроит дело так, что она ничего не получит. Некоторое время спустя Тони завуалированно предлагает Кенни помочь ей убить мужа, замаскировав убийство под несчастный случай. Первоначально репортёр с негодованием отвергает предложение Тони и решает порвать с ней все связи. Однако некоторое время спустя он понимает, что настолько влюблён в неё, что не может с ней расстаться. Он начинает пить и бомбардировать её звонками и даже приходит к ней домой, однако она отказывается с ним разговаривать и встречаться. Когда Кенни доходит до полного психологического упадка, Тони сама приходит к нему домой, заявляя, что муж решил развестись с ней, лишив причитающейся ей доли имущества. Для этого он решил прибегнуть к услугам лжесвидетеля, который заявил бы о супружеской неверности Тони. Потрясённый, подавленный и влюблённый Кенни под впечатлением от встречи с Тони соглашается убить Киркланда. Тони предлагает совершить преступление в ближайшие выходные, когда Киркланд будет находиться в своём горном коттедже. Согласно придуманному ей плану, Тони вместе с Кенни выезжают на двух машинах на пустынный участок горной дороги недалеко от коттеджа, при этом один автомобиль они прячут в кустах. Затем Тони из дома ближайшего фермера звонит мужу, сообщая, что ехала к нему для серьёзного разговора, однако её машина сломалась недалеко от коттеджа, и просит его приехать, чтобы забрать её. Когда Киркланд находит жену, она отвлекает его внимание, в и этот момент спрятавшийся в кустах Кенни подходит к бизнесмену сзади и несколько раз сильно бьёт его по голове. Затем они сажают Киркланда за руль его автомобиля, который сталкивают с крутого обрыва, с тем, чтобы его гибель выглядела как несчастный случай.
На работе Уорд поручает Кенни написать статью о смерти Киркланда, во время работы над которой репортёр посещает дом убитого, где детектив полиции сообщает ему, что это было убийство. Кто-то умышленно столкнул машину, так как зажигание в разбившемся автомобиле было выключено, а рычаг скорости стоял в нейтральном положении. Джед (Бадд Бастер), смотритель в коттедже Киркланда, показывает, что в день гибели у хозяина был ожесточённый спор с Джорданом, в ходе которого Джордан угрожал убить своего старого друга. После того, как на машине Киркланда обнаружены отпечатки пальцев Джордана, следствие передаёт дело в суд, который очень быстро приговаривает бизнесмена к смертной казни через повешение. Однако Уорд не удовлетворён таким вердиктом, считая, что у Джордана, который был хорошим другом Киркланда и с которым они всегда умели договориться по деловым вопросам, не было мотива для убийства. Уорд начинает собственное расследование, выходя на миссис Харпер, хозяйку горного дома, из которого Тони звонила мужу. Та сообщает, что в день трагедии видела на дороге какого-то незнакомого мужчину. Тем временем Тони приходит в ярость, когда узнаёт, что большая часть наследства Киркланда по завещанию будет передана на благотворительность. Она решает оспорить завещание, после чего Кенни понимает, что она совершила убийство не ради того, чтобы быть с ним, а исключительно ради денег. Вскоре Джед приходит к Уорду, сообщая ему, что обнаружил недалеко от места гибели Киркланда следы автомобильных покрышек и мужские следы, что подтверждает версию Уорда о том, что убийство могла совершить Тони вместе с неизвестным мужчиной. Вскоре Тони прекращает отношения с Кенни и завязывает роман со своим адвокатом Алленом Уэббом (Норман Уиллис), который занимается оспариванием завещания. Зная о предстоящей казни невиновного Джордана, Кенни испытывает сильнейшие муки совести, одновременно его пожирает ревность, когда он узнаёт о романе Тони с Алленом. Не выдержав напряжения, он начинает наблюдать за подъездом дома Тони. Когда она с Алленом заходит в дом, он незаметно пробирается через окно, где видит, как Тони и Аллен целуются. Он входит в комнату, обрушиваясь с гневными словами на Тони. Когда на него набрасывается Аллен, Кенни сбивает его с ног ударом кулака и тот на некоторое время теряет сознание. Тем временем Тони достаёт револьвер, и стреляет в Кенни, заявляя, что оправдается тем, что защищалась от незаконного проникновения в её дом. Пока она пытается поднять Аллена, раненый Кенни встаёт и берёт в руки упавший револьвер. Сначала он убивает Аллена, а затем и Тони. Тяжело раненый Кенни приезжает в редакцию, где печатает на машинке собственное признание. По вызову полиции Уорд приезжает в дом Тони, где обнаруживает зажигалку Кенни, а также следы крови. Он мчится в редакцию, где застаёт Кенни, который подписывает собственное признание, после чего умирает.

## В ролях
- Энн Сэвидж — Тони Киркленд
- Хью Бомонт — Кенни Блейк
- Расселл Хикс — Харви Киркланд
- Чарльз Д. Браун — Уорд Макки
- Пьер Уоткин — Крейг Джордан
- Сара Пэдден — Мэгги, уборщица
- Норманн Уиллис — Аллен Уэбб
- Ева Новак — служанка Тони Киркленд
- Бадд Бастер — Джед, смотритель
- Джордж Шервуд — лейтенант полиции Эдвардс
- Уитон Чамберс — священник
- Арч Холл — старший — Пол

## Создатели фильма и исполнители главных ролей
Режиссёр фильма Сэм Ньюфилд за свою кинокарьеру, охватившую период с 1926 по 1964 год, поставил более 200 полнометражных фильмов, главным образом, на студии бедного ряда Producers Releasing Corporation, которую возглавлял его брат Зигмунд Нойфелд. Хотя Ньюфилд работал в широком жанровом диапазоне, включавшем фильмы ужасов, вестерны и комедии, он также поставил несколько фильмов нуар, среди них «Леди делает признание» (1945) с Хью Бомонтом, «Странная миссис Крейн» (1948), «Денежное безумие» (1948) также с Бомонтом и «Угон» (1950).
Энн Сэвидж начинала свою карьеру на студии Columbia, сыграв главные роли в низкобюджетных детективных мелодрамах «Одной опасной ночью» (1943) с Уорреном Уильямом и «После полуночи с Бостонским Блэки» (1943) с Честером Моррисом. В 1943 году студия дала ей сильную роль в исторической биографической драме «Кэти из Клондайка» (1943), это был первый из четырёх фильмов, где она сыграла в паре с Томом Нилом. В 1945 году после ряда скандалов Columbia отказалась продлять с актрисой контракт, и она перешла на студию Producers Releasing Corporation, где сразу же сыграла в паре с Нилом в легендарном низкобюджетном фильме нуар «Объезд» (1945), вслед за которым выдала ещё одну сильную работу в данной картине. Однако эти две, по мнению Джеффа Майера, лучшие её роли «не смогли обеспечить взлёт её карьере. Если бы эти фильмы были произведены или попали в дистрибуцию какой-либо крупной компании, карьера Сэвидж могла бы продлиться далеко за 1950-е годы». Однако после этих фильмов её карьера пошла на спад, а в 1951 году она фактически ушла из кино, появившись в последующие пять лет лишь несколько раз на телевидении.
Хью Бомонт исполнил главные или значимые роли в таких фильмах нуар, как «Падший воробей» (1943), «Седьмая жертва» (1943), «Синий георгин» (1946), «Похороните меня мёртвой» (1947) и «Денежное безумие» (1948). В 1946-47 годах Бомонт сыграл главную роль в пяти фильмах про детектива Майкла Шейна, а с 1953 года практически полностью переключил свой внимание на телевидение.

## История создания и прокатная судьба фильма
Фильм произвела киностудия Producers Releasing Corporation, которая, по словам Джеффа Майера, «находилась в самом низу голливудской иерархии кинокомпаний, и её фильмы редко освещались в прессе и получали лишь ограниченную дистрибуцию в третьеразрядных кинотеатрах».
Рабочими названиями фильма были «Её последняя миля» и «Автострада в ад».

## Сравнения с фильмом «Двойная страховка»
Сразу после появления картины многие специалисты и поклонники кино обратили внимание на её сходство с фильмом нуар «Двойная страховка» (1944), который годом ранее выпустила студия Paramount. Как написал Майер, «Апология убийства» «копировала „Двойную страховку“ настолько близко, что кинокомпания Paramount потребовала, чтобы фильм был изъят из проката вскоре после его выхода на экраны». С другой стороны, как отмечает историк кино Артур Лайонс, «хотя, по утверждению некоторых, этот фильм является плагиатом „Двойной страховки“, на самом деле он просто основан на материале того же реального преступления 1927 года, когда некий Альберт Снайдер был убит собственной женой Рут и Джаддом Грэем ради страховки в 100 тысяч долларов». Этот случай лег в основу повести Джеймса М. Кейна, по которой в дальнейшем и был поставлен фильм «Двойная страховка». Как бы то ни было, по информации историка кино Уиллера Винстона Диксона, студия Paramount добилась наложения служебного запрета на уже законченный фильм, который остаётся в силе и по сей день. И потому сегодня «Апология убийства» существует только в частных коллекциях или на бутлеггерских DVD, и практически не демонстрируется публично.

## Оценка фильма критикой

### Общая оценка фильма
Несмотря на обвинения в плагиате, современная критика оценивает картину в целом позитивно. В частности, Диксон называет её «интересным и порой сильным триллером», а Хэл Эриксон хотя и отмечает, что «производственные качества этого 67-минутного быстро сляпанного фильма довольно жалкие», тем не менее пишет: «Однако если вы готовы смириться с затхлыми декорациями и тусклым светом, то этот сделанный в хорошем темпе фильм нуар окажется довольно занимательным». Хотя многое современному зрителю покажется знакомым по фильмам «Двойная страховка» и «Почтальон всегда звонит дважды» (1946), тем не менее, «актёры полны энергии, а постановка вечно перегруженного работой Сэма Ньюфилда лучше, чем обычно». Майкл Кини называет фильм «клоном „Двойной страховки“», который вместе с тем, «немного отступает от её сюжета», в частности, когда копы арестовывают делового партнёра Хикса, которого быстро осуждают и приговаривают к повешению. Вместе с тем, по мнению Кини, «существует немало весомых причин, по которым все помнят „Двойную страховку“ и очень немногие когда-либо слышали об „Апологии убийства“».

### Оценка актёрской игры
Критики в целом неоднозначно приняли игру исполнителей главных ролей. В частности, Артур Лайонс выделил работу Сэвидж, которая, по его словам, «создаёт мощный образ страшной женщины, подобный её же образу отвратительной фурии в классическом нуаре „Объезд“». Кини же считает, что «Сэвидж далека от своей смелой и жёсткой игры в „Объезде“, а Бомонт слишком напоминает Уорда Кливера (своего добродушного персонажа из популярного ситкома „Предоставьте это Биверу“), чтобы ему поверить».